# Лен, Юрген
Юрген Лен (28 апреля 1941, Карлсруэ — 29 сентября 2008, Дармштадт) — немецкий математик, занимался в основном математической стохастикой.

## Жизнь и деятельность
С 1961 по 1968 год Лен изучал математику в университетах Фрайбурга и Карлсруэ (Технический университет), где получил диплом по математике. Затем он перешёл в университет Регенсбурга, где в 1972 году защитил диссертацию под руководством Дитриха Бирлейна на тему «К теории альтернативных тестов при составных гипотезах». В 1978 году он получил степень хабилитированного доктора в университете Карлсруэ с работой «Продолжения меры и теорема селекции Ауманна». Уже в том же году он был назначен на кафедру (C3) в Университете Филиппа в Марбурге. В 1980 году он принял приглашение на кафедру C4 в Техническом университете Дармштадта.
Основными направлениями научной работы Лена были проблемы продолжения меры, гамма-минимаксные оценщики, алгоритмы генерации случайных чисел, а также применение статистических методов в инженерных и естественных науках.
Профессор Юрген Лен ушёл из жизни 29 сентября 2008 года в возрасте 67 лет. Он курировал двадцать шесть диссертаций и как автор выпустил шесть книг. С его именем связаны некоторые из самых важных учреждений немецкого научного сообщества: Немецкое научно-исследовательское общество, где он был рецензентом, Немецкое математическое общество (Deutsche Mathematiker-Vereinigung — DMV) и его секция Fachgruppe Stochastik, где он занимал различные руководящие должности, а также знаменитый Математический научный институт в Оберволлахе (Mathematisches Forschungsinstitut Oberwolfach), где он был ведущим учёным и казначеем.
Юрген Лен более двадцати лет сотрудничал с кафедрой математики Ближневосточного технического университета (METU) и принимал участие в создании Института прикладной математики.

## Публикации

### Книги
- с Хельмутом Вегманом: Einführung in die Stochastik, Göttingen: Vandenhoeck & Ruprecht, 1984
- с Хельмутом Вегманом: Einführung in die Statistik, Stuttgart: Teubner, 1985, 5-е издание 2006
- с Хельмутом Вегманом и Стефаном Реттигом: Aufgabensammlung zur Einführung in die Statistik, Stuttgart: Teubner, 1988, 3-е издание 2001
- с Томасом Мюллером-Гронбахом и Стефаном Реттигом: Einführung in die deskriptive Statistik, Stuttgart: Teubner, 2000
- с Карлом Графом Финком фон Финкенштайном, Хельмутом Шеллхаасом и Хельмутом Вегманом: Arbeitsbuch Mathematik für Ingenieure, Stuttgart: Teubner, Том I 2000, 5-е издание 2007; Том II 2002, 3-е издание 2006

### Выборочные статьи
- Maßfortsetzungen und Aumann’s Selektionstheorem. Z. Wahrscheinlichkeitstheor. Verw. Geb. 35, 265—268 (1976).
- Der Irrtumsbereich bei zusammengesetzten Alternativen. Stud. Sci. Math. Hung. 11, 75-78 (1976).
- Remark on measurable graph theorems. Proc. Am. Math. Soc. 63, 46-48 (1977).
- с Герхардом Мэгерлом: On the uniqueness of pre-image measures. Z. Wahrscheinlichkeitstheor. Verw. Geb. 38, 333—337 (1977).
- Prämeßbare Funktionen. Manuscr. Math. 20, 141—152 (1977).
- с Альбертом Ашерлом: Two principles for extending probability measures. Manuscr. Math. 21, 43-50 (1977).
- с Юргеном Айхенауэром: Eine Bemerkung zur Periodenlängenbestimmung bei einem verallgemeinerten Fibonacci-Generator. Elem. Math. 39, 81-84 (1984).
- с Юргеном Айхенауэром: A non-linear congruential pseudo random number generator. Stat. Hefte 27, 315—326 (1986).
- с Юргеном Айхенауэром: On the structure of quadratic congruential sequences. Manuscr. Math. 58, 129—140 (1987).
- с Юргеном Айхенауэром, Хольгером Гротэ и Алевом Топузолу:A nonlinear congruential pseudorandom number generator with power of two modulus. Math. Comput. 51, No.184, 757—759 (1988).
- с Фридрихом Руммелем: Gamma-minimax estimation of a binomial probability under squared error loss. Stat. Decis. 5, No.1-4, 229—249 (1987).
- с Юргеном Айхенауэром и Стефаном Реттигом: A gamma-minimax result in credibility theory. Insur. Math. Econ. 7, No.1, 49-57 (1988).
- с Юргеном Айхенауэром и Хольгером Гротэ: Marsaglia’s lattice test and non-linear congruential pseudo-random number generators. Metrika 35, No.3-4, 241—250 (1988).
- с Юргеном Айхенауэром и П. Киршгартом: Gamma-minimax estimators for a bounded normal mean. Stat. Decis. 6, No.4, 343—348 (1988).
- с Ланьсяном Ченем и Юргеном Айхенауэром: Gamma-Minimax estimators for the parameters of a multinomial distribution. Zastosow.Mat. 20, No.4, 561—564 (1990).
- с Юргеном Айхенауэром и В. Гохаутом: Minimax estimation of a binomial probability under weighted absolute error loss. Stat. Decis. 8, No.1, 37-45 (1990).
- с Ланьсяном Ченем: Gamma-Minimax estimation of a multivariate normal mean. Metrika 37, No.1, 1-6 (1990).
- с Ланьсяном Ченем: Gamma-minimax estimators for the mean of a multivariate normal distribution with partially unknown covariance matrix. Acta Math. Appl. Sin., Engl. Ser. 11, No.1, 11-16 (1995).
- с Т. Зайбертом, С. Шваном и Ф. Г. Коллманном: Identification of material parameters for inelastic constitutive models: statistical analysis and design of experiments. Int. J. Plast. 20, No. 8-9, 1403—1440 (2004).
- с А. Рёсслером и О. Шейном: A step size control algorithm for the weak approximation of stochastic differential equations. Numer. Algorithms 44, No. 4, 335—346 (2007).
- с Т. Хартом, С. Шваном и Ф. Г. Коллманном: Identification of material parameters for inelastic constitutive models using stochastic methods. GAMM-Mitt. 30, No. 2, 409—429 (2007).